# Marcel Valmy
Marcel Valmy, auch Wolfgang Schnitzler (* 1922 in Berlin; eigentlich Marcel-Wolfgang Schnitzler-Valmy; † 22. Juli 2001 in Seefeld, Oberbayern) war ein deutscher Schriftsteller und Drehbuchautor.

## Leben
Bis 1964 nannte er sich meist Wolfgang Schnitzler unter Verzicht auf seinen ersten Vornamen und zweiten Nachnamen. Er war als Feuilletonist (Kurzgeschichte, Glosse, Essay, Kritik) für führende deutschsprachige Publikationen im In- und Ausland tätig. 1952 beteiligte er sich an der deutschen Fassung des Laurel-und-Hardy-Films Als Salontiroler.
1960 wurde Schnitzler als Drehbuchautor für zwei Folgen der Edgar-Wallace-Filme verpflichtet. Seine beiden ersten Fassungen von Die Bande des Schreckens und Der grüne Bogenschütze wurden in wesentlichen Teilen umgeschrieben, und er verzichtete danach von sich aus auf eine weitere Mitarbeit.
Er betätigte sich auch als Autor und Regisseur von Dokumentarfilmen. 1964 erhielt er die Kulturfilmprämie für den Bethel-Film Leben mit dem Leiden. Seit Mitte der 1960er Jahre schrieb er unter dem Namen Marcel Valmy. Neben mehreren Romanen verfasste er  Sachbücher, darunter 1988 Die Freimaurer – Arbeit am Rauhen Stein – Mit Hammer, Zirkel und Winkelmaß. Valmy war Freimaurer, Mitglied und Redner der Freimaurerloge Zur Kette in München.
In dieser Eigenschaft verfasste Valmy einen deutschen Text der Europahymne.

## Werke
- 1960: Hände hoch vor Juliska (Kriminalroman)
- 1960: Heuchlerserenade (unter Wolfgang Schnitzler)
- 1962: Der Mann, dem das Geld nachlief (heiterer Roman, unter Wolfgang Schnitzler)
- 1963: Nur noch Engel sind so rein (unter Wolfgang Schnitzler)
- 1963: Himmel ohne Geigen (unter Wolfgang Schnitzler)
- 1964: Die wundersamen Nächte des Monsieur Lacombe. Ein amüsanter Roman aus Paris (unter Wolfgang Schnitzler)
- 1968: La belle Alliance oder Das Prinzip der Vernunft
- 1978: Das Haus in LaChapelle (Kriminalroman)
- 1978: Die Spur führt nach Paris (Kriminalroman)
- 1979: Die Erde, ein Selbstbedienungsladen
- ca. 1980: Die Stunde der Venus. Komödie in 3 Akten (Manuskript)
- 1984: Die lieben Draculas
- 1986: Im Zwielicht. Geschichten zum Nachdenken
- 1987: Der verzauberte Tag. Eine wundervoll altmodische Liebesgeschichte
- 1988: Die Freimaurer – Arbeit am Rauhen Stein – Mit Hammer, Zirkel und Winkelmaß. Callwey Verlag, 1988, Neuauflage Parkland Verlag 1998, ISBN 3-88059-929-7.
- 1990: Aus den Memoiren eines Ladykillers
- 1993: Monster, Magier und Lemuren. Geheimnisumwitterte Persönlichkeiten aus fünf Jahrhunderten. Dingfelder, Andechs 1993, ISBN 3-926253-72-X. (Zwölf Porträts mit 21 Schwarz-Weiß-Abbildungen)
- 1993: Kleinmeiers Abenteuer oder die Löcher im Alltagskäse
- 1994: Selbstbeherrschung und andere Unmöglichkeiten
- 1997: Geliebter Kater Cosimo
- 2000: Münchner Köpfe – Die unsterblichen Geister der gastlichen Stadt

## Drehbücher
- 1948: Die Schenke zum Vollmond (Dialogbuch der deutschen Fassung)
- 1956: Hurra – die Firma hat ein Kind
- 1956: Holiday am Wörthersee
- 1960: Die Bande des Schreckens
- 1960: Wegen Verführung Minderjähriger
- 1960: Agatha, laß das Morden sein!
- 1961: Der grüne Bogenschütze
- 1961: Verdammt die jungen Sünder nicht (Morgen beginnt das Leben)
- 1962: Neunzig Minuten nach Mitternacht
- 1963: Der Trick mit dem Schlüssel (Fernsehserie Interpol greift ein!)
- 1964: Tagebuch einer Kammerzofe (Le Journal d'une femme de chambre; Dialoge der deutschen Fassung)
- 1965: Viva Maria! (Viva Maria!; Dialoge und Balladentext der deutschen Fassung)
- 1969: Die wunderbaren Abenteuer des Hans Christian Andersen (Zeichentrickfilm, Drehbuch und Co-Regie)